# Free Live!
Albums de Free
Highway
(1970) Free at Last
(1972)
Free Live! est un album live du groupe Free, paru en 1971. Il s'agit de leur unique disque live officiel. À la parution de cet album, le groupe s'était déjà séparé à la suite de différends entre le chanteur Paul Rodgers et le bassiste Andy Fraser ainsi que les problèmes de drogue du guitariste Paul Kossoff. Ils se reforment peu après mais ne publieront que deux autres albums avant de se séparer pour de bon en 1973. 

## Liste des chansons
1. "All Right Now" - 6:24
2. "I'm A Mover" - 3:46
3. "Be My Friend" - 5:56
4. "Fire And Water" - 3:56
5. "Ride On A Pony" - 4:30
6. "Mr. Big" - 6:13
7. "The Hunter" - 5:29
8. "Get Where I Belong" - 4:19

## Personnel
- Paul Rodgers : Chant, piano électrique
- Paul Kossoff : Guitare
- Andy Fraser : Basse
- Simon Kirke : Batterie